# Чобанка
Чобанка (рум. Ciobanca) — село у Страшенському районі Молдови. Входить до складу комуни, адміністративним центром якої є село Пенешешть.

## Населення
За даними перепису населення 2004 року у селі проживали 713 осіб.
Національний склад населення села:
| Національність   | Кількість осіб | Відсоток   |
| ---------------- | -------------- | ---------- |
| молдавани румуни | 692 15         | 97,1% 2,1% |
| українці         | 3              | 0,4%       |
| росіяни          | 1              | 0,1%       |
| гагаузи          | 1              | 0,1%       |
| болгари          | 1              | 0,1%       |
| Всього           | 713            | 100%       |